# Fontelas
Fontelas é uma povoação portuguesa sede da Freguesia de Fontelas do Município de Peso da Régua, freguesia com 3,34 km² de área e 630 habitantes (censo de 2021), tendo, por isso, uma densidade populacional de 188,6 hab./km².

## Demografia
A população registada nos censos foi:
| Distribuição da População por Grupos Etários | Distribuição da População por Grupos Etários | Distribuição da População por Grupos Etários | Distribuição da População por Grupos Etários | Distribuição da População por Grupos Etários |
| -------------------------------------------- | -------------------------------------------- | -------------------------------------------- | -------------------------------------------- | -------------------------------------------- |
| Ano                                          | 0-14 Anos                                    | 15-24 Anos                                   | 25-64 Anos                                   | > 65 Anos                                    |
| 2001                                         | 148                                          | 129                                          | 467                                          | 165                                          |
| 2011                                         | 81                                           | 107                                          | 434                                          | 159                                          |
| 2021                                         | 56                                           | 54                                           | 362                                          | 158                                          |

## Património
- Caldas de Moledo